# Канцо
Канцо (итал. Canzo) је насеље у Италији у округу Комо, региону Ломбардија.
Према процени из 2011. у насељу је живело 5109 становника. Насеље се налази на надморској висини од 393 м.

## Становништво
| 1936. | 1951. | 1961. | 1971. | 1981. | 1991. | 2001. | 2011. |
| ----- | ----- | ----- | ----- | ----- | ----- | ----- | ----- |
| 2.256 | 2.837 | 3.264 | 4.038 | 4.221 | 4.518 | 4.900 | 5.109 |